# Anagyrus eudora
Anagyrus eudora är en stekelart som beskrevs av John S. Noyes 2000. Anagyrus eudora ingår i släktet Anagyrus och familjen sköldlussteklar.
Artens utbredningsområde är Costa Rica. Inga underarter finns listade i Catalogue of Life.